# Лопянув
Лопянув (пол. Łopianów, нім. Loppnow) — село в Польщі, у гміні Грифиці Ґрифицького повіту Західнопоморського воєводства.
Населення — 68 осіб (2011).
У 1975-1998 роках село належало до Щецинського воєводства.

## Демографія
Демографічна структура станом на 31 березня 2011 року:
|          | Загалом | Допрацездатний вік | Працездатний вік | Постпрацездатний вік |
| -------- | ------- | ------------------ | ---------------- | -------------------- |
| Чоловіки | 27      | 4                  | 22               | 1                    |
| Жінки    | 41      | 12                 | 23               | 6                    |
| Разом    | 68      | 16                 | 45               | 7                    |